# Arthur Koppel

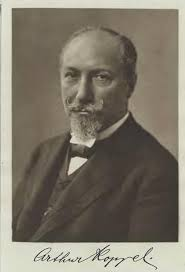
Arthur Koppel

Arthur Koppel (* 14. März 1851 in Dresden; † 12. Mai 1908) war ein deutscher Kaufmann und Maschinenbau-Unternehmer als Mitgründer des Unternehmens Orenstein & Koppel und Gründer des Unternehmens Arthur Koppel & Co.

## Leben
Arthur Koppel war ein Bruder des Bankiers Leopold Koppel und arbeitete zunächst als Prokurist in dem Berliner Eisenhandels-Unternehmen G. E. Dellschau. Am 1. April 1876 gründete er zusammen mit Benno Orenstein das Unternehmen Orenstein & Koppel (zunächst als Handelsunternehmen für Feldbahngeräte), an dem er sich mit 15.000 Mark beteiligte. Infolge unterschiedlicher Charaktere trennten die Partner sich 1885 einvernehmlich.
Bei der Trennung wurde vereinbart, dass sich auf eine Dauer von fünf Jahren Orenstein unter der alten Firma auf den Inlandsmarkt und Koppel unter der neuen Firma Arthur Koppel auf den Auslandsmarkt beschränken sollten. Bis 1897 hatten sich die von Koppel angebotenen Gleisanlagen z. B. bei der Bewirtschaftung von Zucker- und Kaffee-Plantagen und bei der Kultivierung noch unerschlossener Gebiete in allen Teilen der Welt bewährt. Das Unternehmen baute für den Erztransport der 1901 in Berlin gegründeten deutsch-britischen Otavi-Minen- und Eisenbahn-Gesellschaft (OMEG) die Bahnlinie Swakopmund–Tsumeb (Otavibahn) sowie Ferrocarriles für Yucatán. 1905 wandelte Koppel sein Unternehmen in eine Aktiengesellschaft um, zu dieser Zeit existierten Zweigwerke oder Niederlassungen in Bochum, Düsseldorf, Hamburg, Leipzig, München und Schwerin.
1903 trat Arthur Koppel der Gesellschaft der Freunde bei.

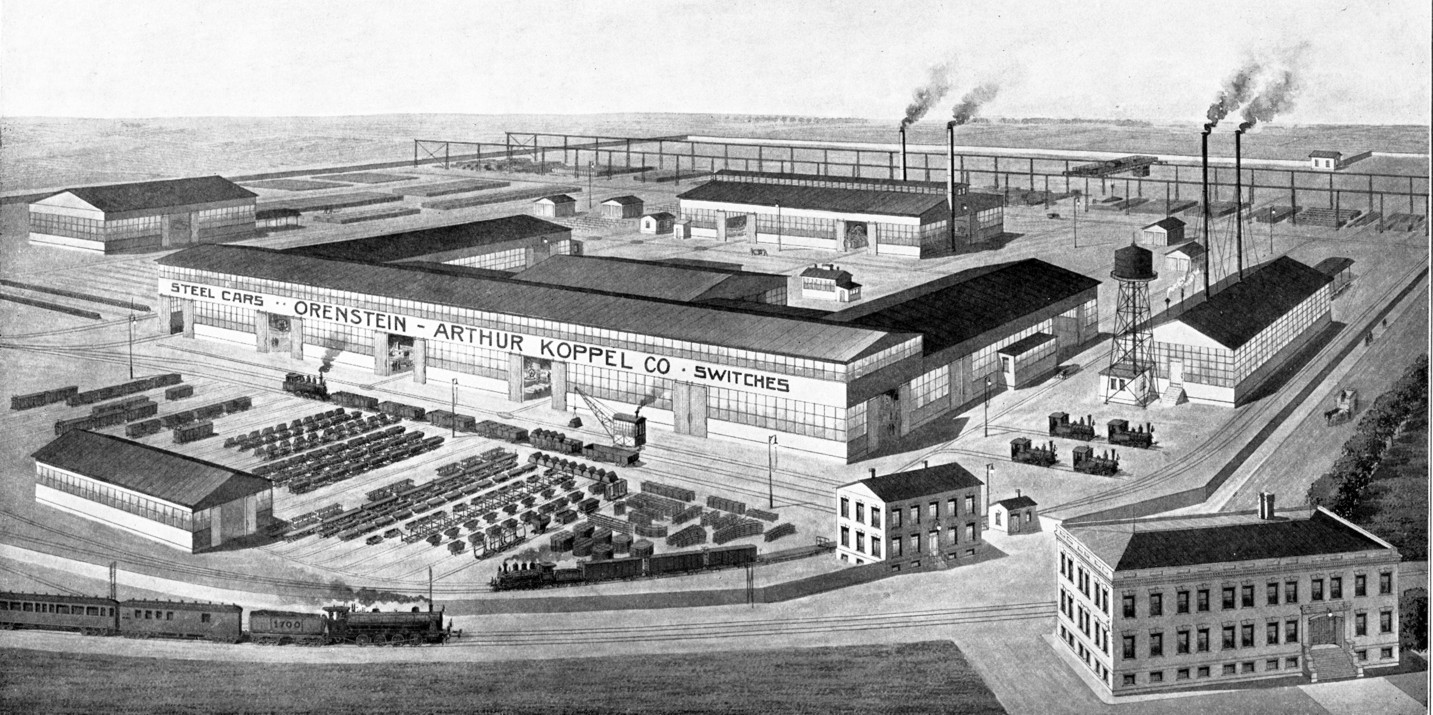
Fabrik der Koppel-Tochtergesellschaft in Pennsylvania

1905 expandierte Koppel auch in die USA. Er kooperierte dabei mit dem US-amerikanischen Ingenieur H. Alfred Ellis (* 1871 in Pittsburgh, Pennsylvania; † 1909), auf dessen Initiative er 1906 in Beaver County (Pennsylvania) über dem Beaver River 558 Hektar Land erwarb und dort eine Fabrik aufbaute. Das um 1910 in Beaver County entstandene Dorf Koppel (mit heute etwa 850 Einwohnern) ist nach ihm benannt.

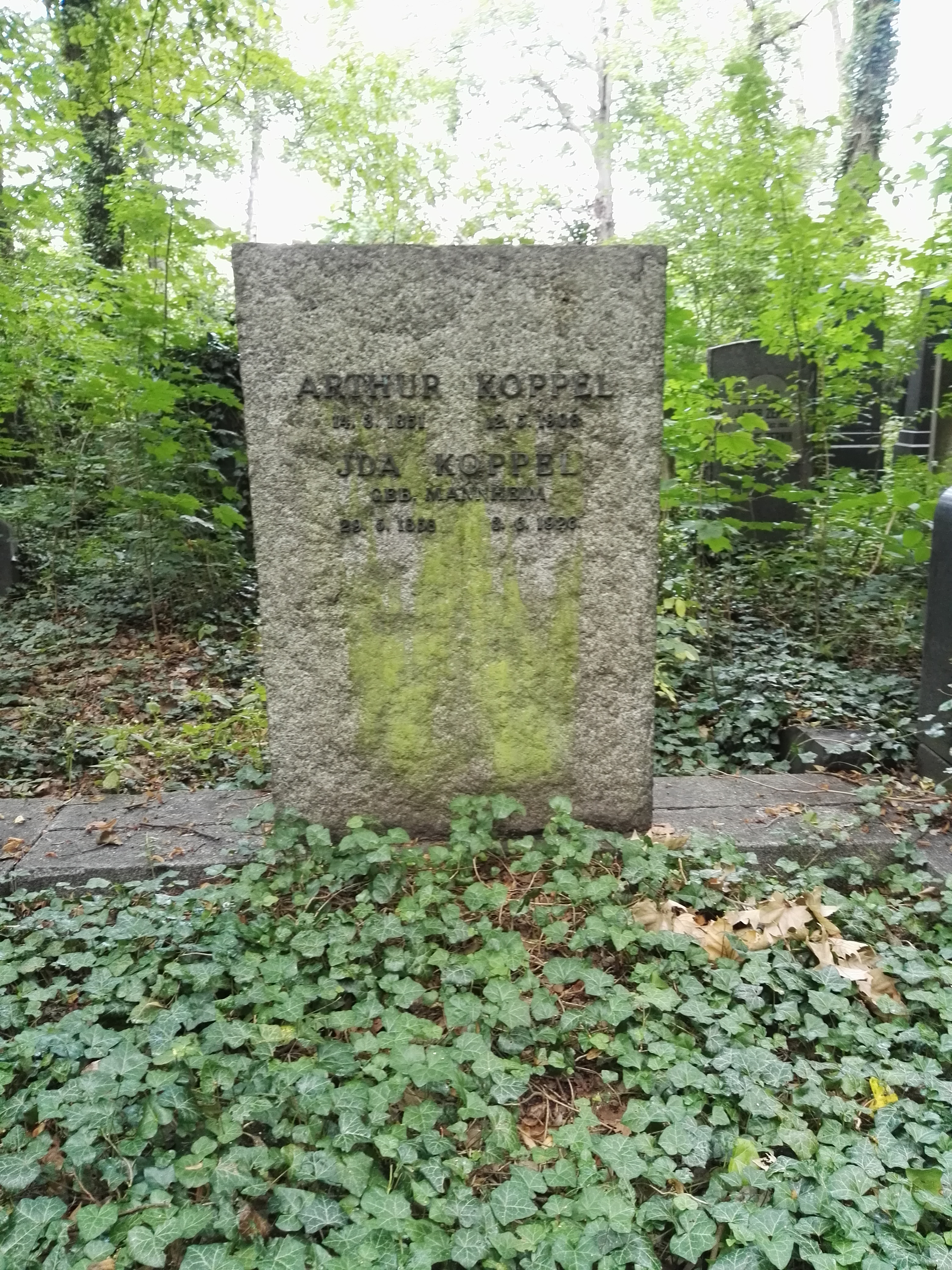
Grabstätte

Bestattet wurde Koppel auf dem Jüdischen Friedhof Berlin-Weißensee.
Sein Unternehmen fusionierte 1909 mit der Orenstein & Koppel AG zur Orenstein & Koppel – Arthur Koppel AG. Um 1912 gab es acht Fabriken in Europa und Niederlassungen in Philadelphia, Chicago, Mexiko-Stadt, Buenos Aires, Java, China und Südafrika. 1920 wurde die Firma in Orenstein & Koppel AG verkürzt.
Nach dem Eintritt der USA in den Ersten Weltkrieg im Jahr 1917 wurden die Orenstein – Arthur Koppel Comp. und ihre Tochtergesellschaften in Pennsylvania als Feindvermögen beschlagnahmt und 1918 öffentlich versteigert, die leitenden deutschen Mitarbeiter wurden interniert. Neuer Inhaber war eine vermutlich von US-amerikanischen Geschäftspartnern gegründete Auffanggesellschaft, die den renommierten Namen Koppel in ihre Firma aufnahm: die Koppel Industrial Car & Equipment Co.

## Werke
- Vorarbeiten für einen Pier sowie für eine Küsten-Bahn von Lome nach Klein-Popo. Baensch, Berlin 1898 (Digitalisat der Universitätsbibliothek Johann Christian Senckenberg, Frankfurt am Main 2018).

## Weitere Quellen
- Arthur Koppel Aktiengesellschaft, Berlin NW 7, Dorotheenstraße 45. 1906.[9]
- Transport of sugar cane. Cuba. Arthur Koppel. Transportable und feste Eisenbahnen. Portable and permanent Railways. (Narrow-gauge railway)